# Mk44 Bushmaster II
L'Mk 44 Bushmaster II è un cannone automatico del tipo chain gun, derivante dal precedente cannone automatico  M242 Bushmaster, del quale condivide il 70% delle parti. La differenza principale è il calibro, che è stato incrementato da 25 mm a 30 mm. Inoltre la canna è cromata per aumentarne la durata.
Una caratteristica interessante dell'arma è la capacità di poter utilizzare un calibro diverso sostituendo alcuni componenti, e per cui anche la cartuccia da 30×170 mm e la cartuccia Super 40 possono essere sparati con esso. Il Super 40 è una cartuccia con le stesse dimensioni esterne della munizione da 30×173 mm, con il proiettile e il collo del manicotto aumentato a 40 millimetri.

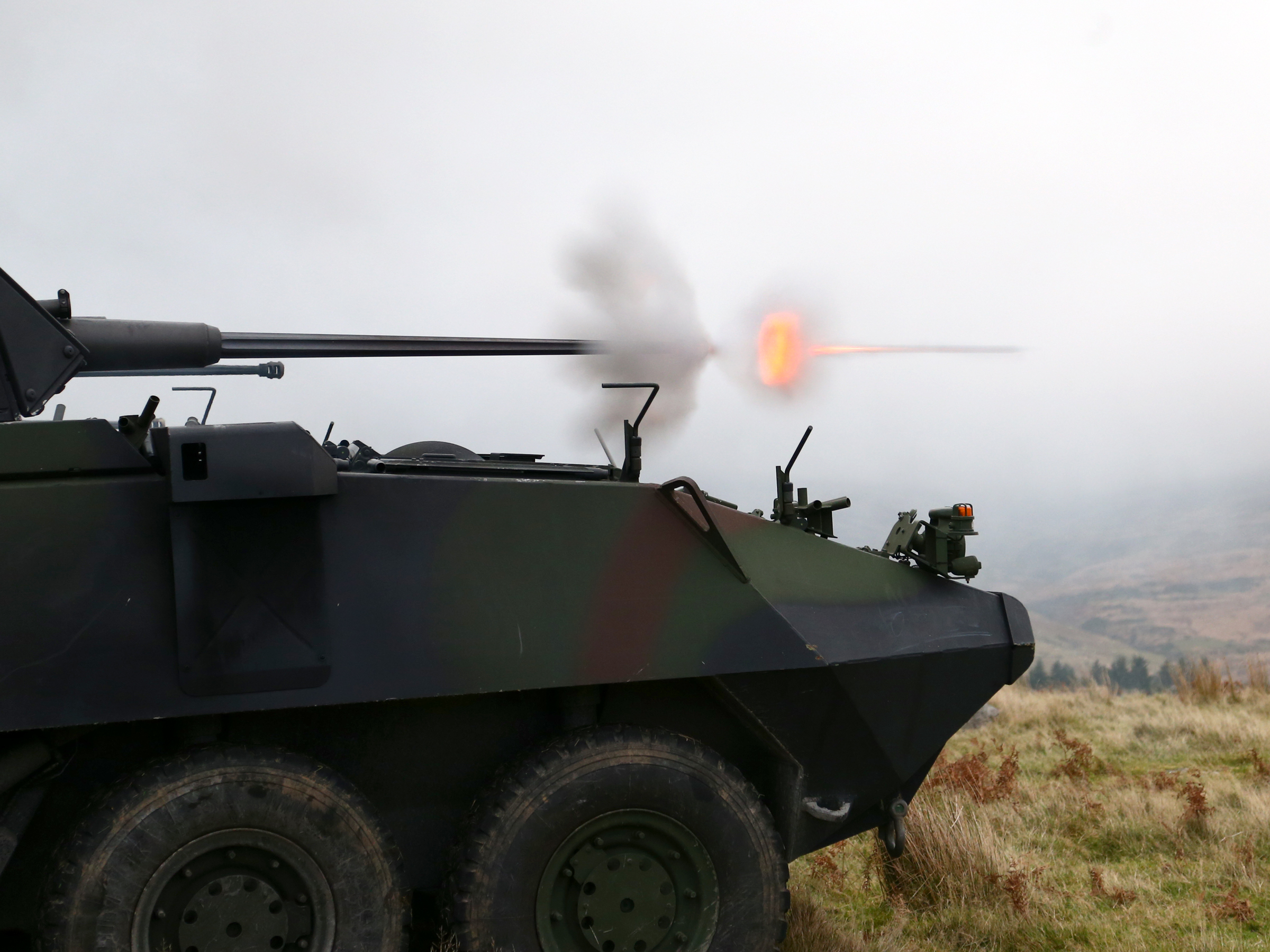
Mk 44 montato su un MOWAG Piranha irlandese mentre spara.

L'arma costituisce l'equipaggiamento standard del CV90 delle forze armate finlandesi, norvegesi e svizzere, nonché del polacco KTO Rosomak. Inoltre, l'Mk 44 è usato nel veicolo da combattimento della fanteria  Bionix di Singapore come alternativa al cannone M242 Bushmaster. Il cannone può essere montato anche nelle torrette Hitfist della Oto Melara, come nel caso dei veicoli MOWAG Piranha e KTO Rosomak. Infine, allo stesso modo, anche la Forza terrestre di autodifesa giapponese lo ha scelto come arma principale del Type 24 AWCV.